# Опатув
Опа́тув (пол. Opatów МФА: [ɔˈpatuf]о файле, идиш אפטא‎, Апта) — город в Польше, входит в Свентокшиское воеводство, Опатувский повят. Имеет статус городско-сельской гмины. Занимает площадь 9,36 км². Население — 6932 человека (на 2010 год).

## География
Город расположен на Малопольской возвышенности и стоит на реке Опатовка, разделяющей своим течением город на две части.
Главными туристическими достопримечательностями являются Коллегиальная церковь Святого Мартина XII века, Бернадинский монастырь XV века в стиле барокко, городские ворота XVI века.

## История

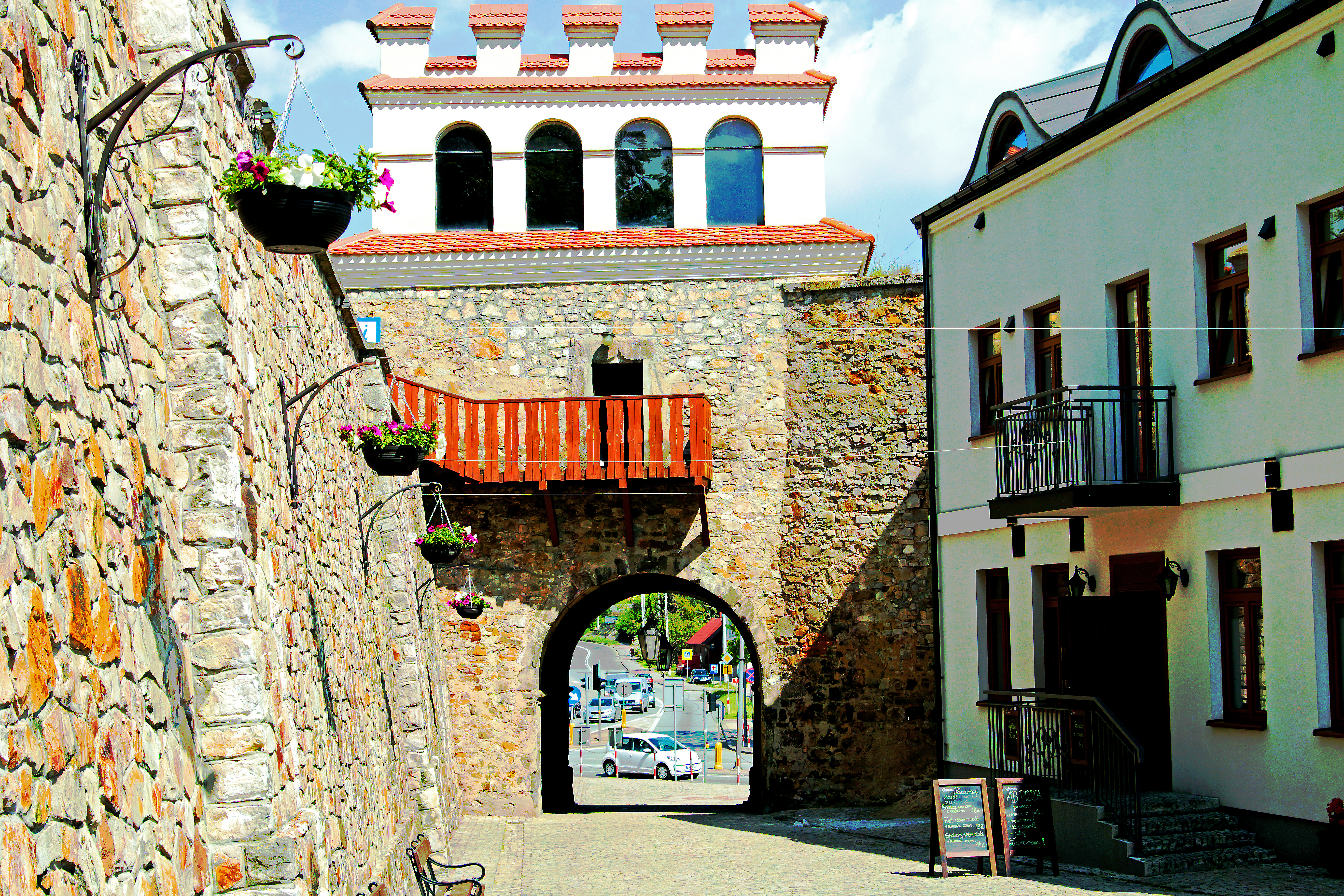
Варшавские ворота и остаток городской стены

Опатов является одним из самых старых городов Малопольски. Здешние места среди лесов и озёр были заселены людьми на реке Опатовка в средние века. Первое упоминание в 1189 году называет местность как резиденцию местного правителя (кастелян) и как крупнейшее поселение Сандомирской земли. Первую церковь здесь воздвигли в конце XI века. В XII веке также появилась Коллегиальная церковь Святого Мартина, которая, возможно, была посвящена католической конфессии.
В 1232 году великопольский князь Генрих I Бородатый переименовал Опатов в Лавренц с епархией в Лебуше. В 1237 году Опатову даровали привилегии резиденции и в 1361 году присвоили статус города. В первой половине XIV века епарх Любуша Стефан II реши перенести центр города на холм, рядом с коллегиальной церковью. Новый центр получил название Великий Опатов (Opatów Wielki, также Magnum Oppathow или Magna Opatow).
Веками до Раздела Речи Посполитой Опатов был важным региональным центром Малой Польши. В 1502 году пострадал от набега крымских татар. Магнат Кшиштоф Шидловецкий, приобретя город в 1514 г. за 10 000 флоринов, окружил его городской стеной, основал замок и административные учреждения, улучшил водоснабжение города.
В Опатове проходили два ежегодных праздника и два рыночных дня в неделю. В XVI веке в Опатове проживало 4000 человек, а город считался крупнейшим в провинции, даже крупнее Сандомира. В Опатове располагался политический центр Воеводства, где заседал сеймик шляхты Малой Польши.
В 1551 году Опатов практически полностью сгорел, что затормозило развитие города. В 1655 город был уничтожен во время шведского вторжения в Польшу. Также город пострадал в периоды других конфликтов: Северная война, Барская конфедерация, Русско-польская война (1792), восстание Костюшко.
За свою историю Опатов до 1864 года находился под руководством нескольких влиятельных семей: Тарновских, Острожских, Любомирских, Потоцких, Карских.
В XVIII веке в Опатов переселилось много греков, бежавших от ужасов турецкой оккупации. Им позволили открыть православные церкви. В 1778 году открылась православная церковь Св. Николая, которая в 1837 году перенесена в Радом.
Во время Польского восстания в Опатове развернулись две битвы между царскими войсками и Вторым корпусом генерала Юзефа Гауке-Босака. Поляки заняли город 25 ноября 1863 года, захватили русское оружие и боеприпасы. 21 февраля 1864 года состоялась вторая битва, закончившаяся поражением польской стороны.

## Еврейская община

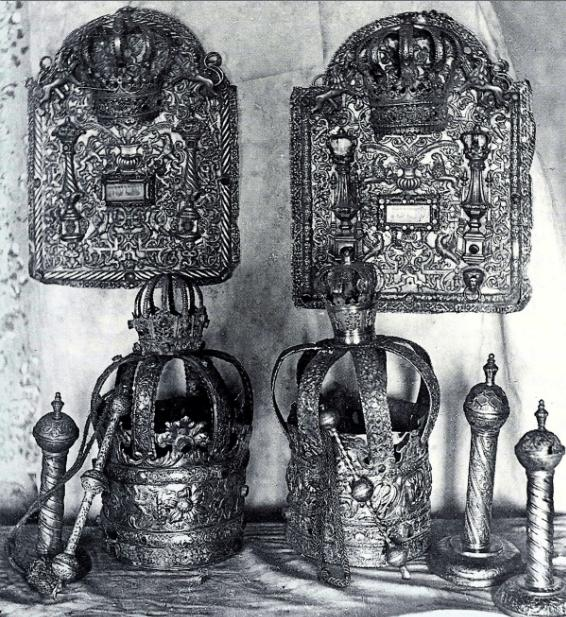
Серебряные церемониальные еврейские предметы из синагоги Опатова утрачены во время Холокоста в Польше

Опатов стал первым поселением в Сандомирском воеводстве, где поселились евреи. В 1545 году они получили особые привилегии от владельца Опатова гетмана Яна Амора Тарновского. Впервые местная еврейская община упоминается римско-католической экклезиастской Капитуле 1612 года. До Второй мировой войны в Опатове проживали преимущественно евреи. Известный в идише как Апт, Опатов стал домом для 6000 евреев с богатой культурной и религиозной жизнью. Раввин XVIII века Авраам Ешуа Хешель (Apter Rebbe) распространял хасидское учение, а Йехезкель Ландау был ведущим знатоком галахи в Центральной Европе. Жизнь евреев в Опатове изложена в книге профессора Гершона Хундерта «The Jews in a Private Polish Town» (1992).
В период Второй мировой войны в Опатове нацисты организовали гетто (улицы Joselewicza, Zatylna, Wąska, Starowałowa). Здесь проживало около 10 тысяч евреев. Конец гетто положил Холокост в Польше; в октябре 1942 года в лагеря Треблинки перевезли около 8 тысяч человек, 2 тысячи из которых оттуда не вернулись. В Опатове располагалась большая группа польского сопротивления. В ночь на 13 марта 1943 года группа «Jędrusie» совместно с Армией Крайова напали на местную тюрьму и освободили 82 заключённых.

## Экономика
После войны в Опатове развивались текстильная и пищевая промышленности. Были основаны новые жилые массивы и культурный центр. Идёт развитие туристического направления. Однако в городе нет железнодорожного сообщения — ближайшая остановка расположена в 17 км в Островец-Свентокшиском. По городу курсируют частный и городской автобусы. Основные направления развития — инфраструктура, туризм, малый бизнес, привлечение инвесторов, образование и улучшение города в целом. Традиционными составляющими экономики города являются сельское хозяйство, ремесленные отрасли, обслуживание и торговля.

## Города-побратимы
- Модри-Камень, Словакия

## Выдающиеся уроженцы
- Витольд Гомбрович — польский писатель родился в деревне Малошице неподалёку,
- Владимир Мазур — футболист,
- Томаш Желазовский — футболист,
- Авраам Ешуа Хешель — хасидский цадик,
- Итче Голдберг — писатель и исследователь идиша,
- Коженицкий магид — хасидский цадик,
- Майер Киршеблатт — еврейский писатель,
- Йехезкель Ландау — один из крупнейших раввинов XVIII века.

## Галерея

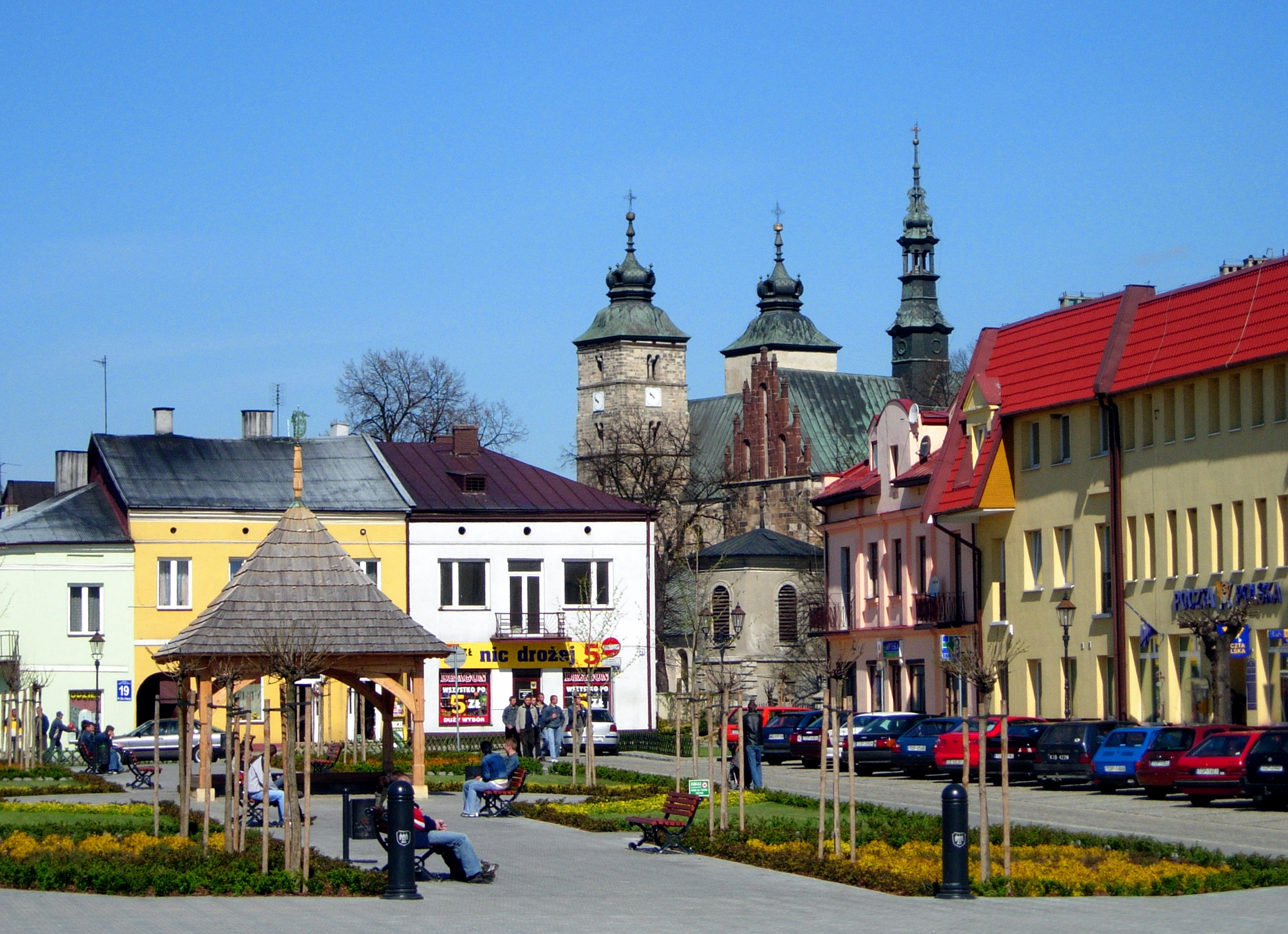
Главная площадь
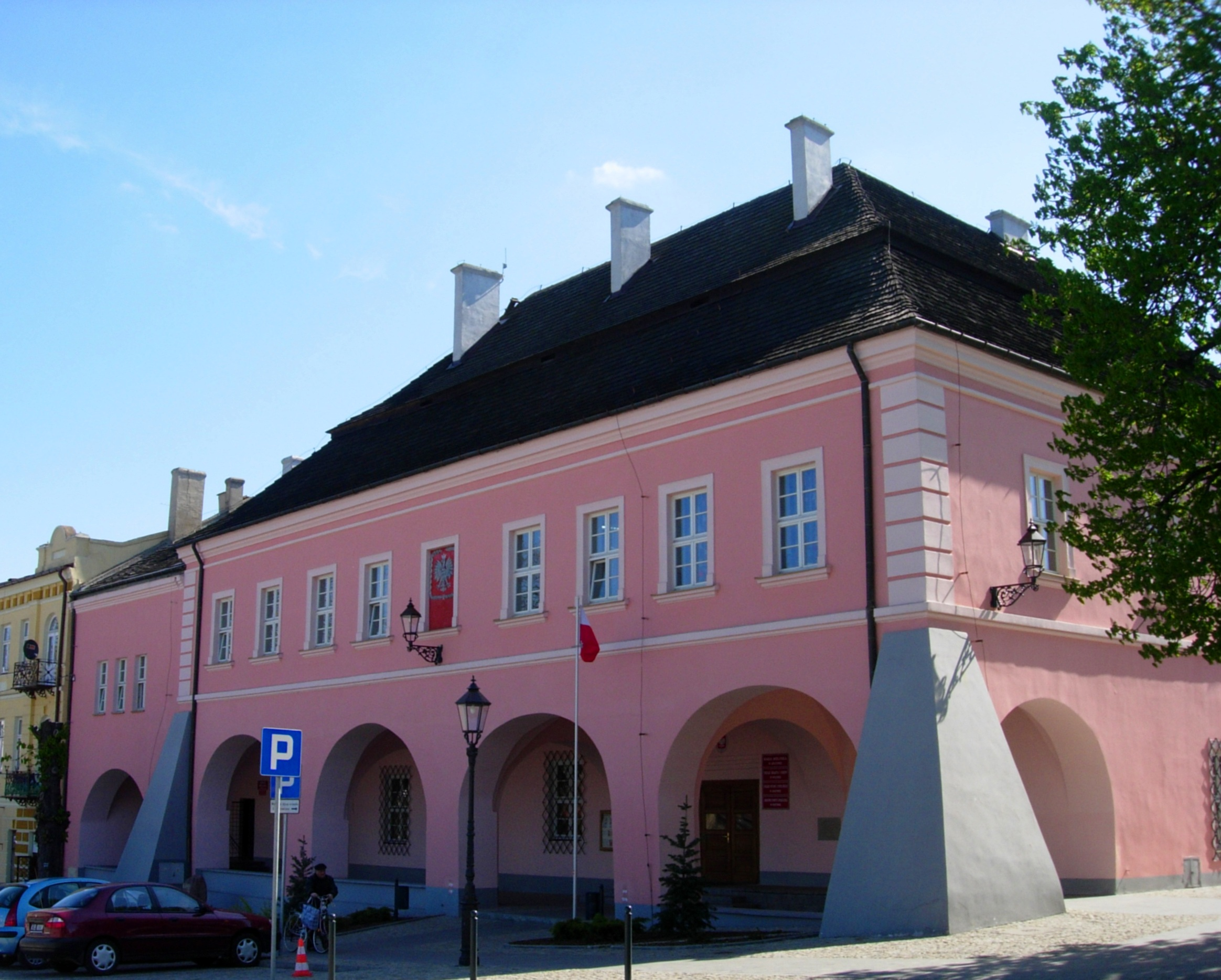
Городское управление
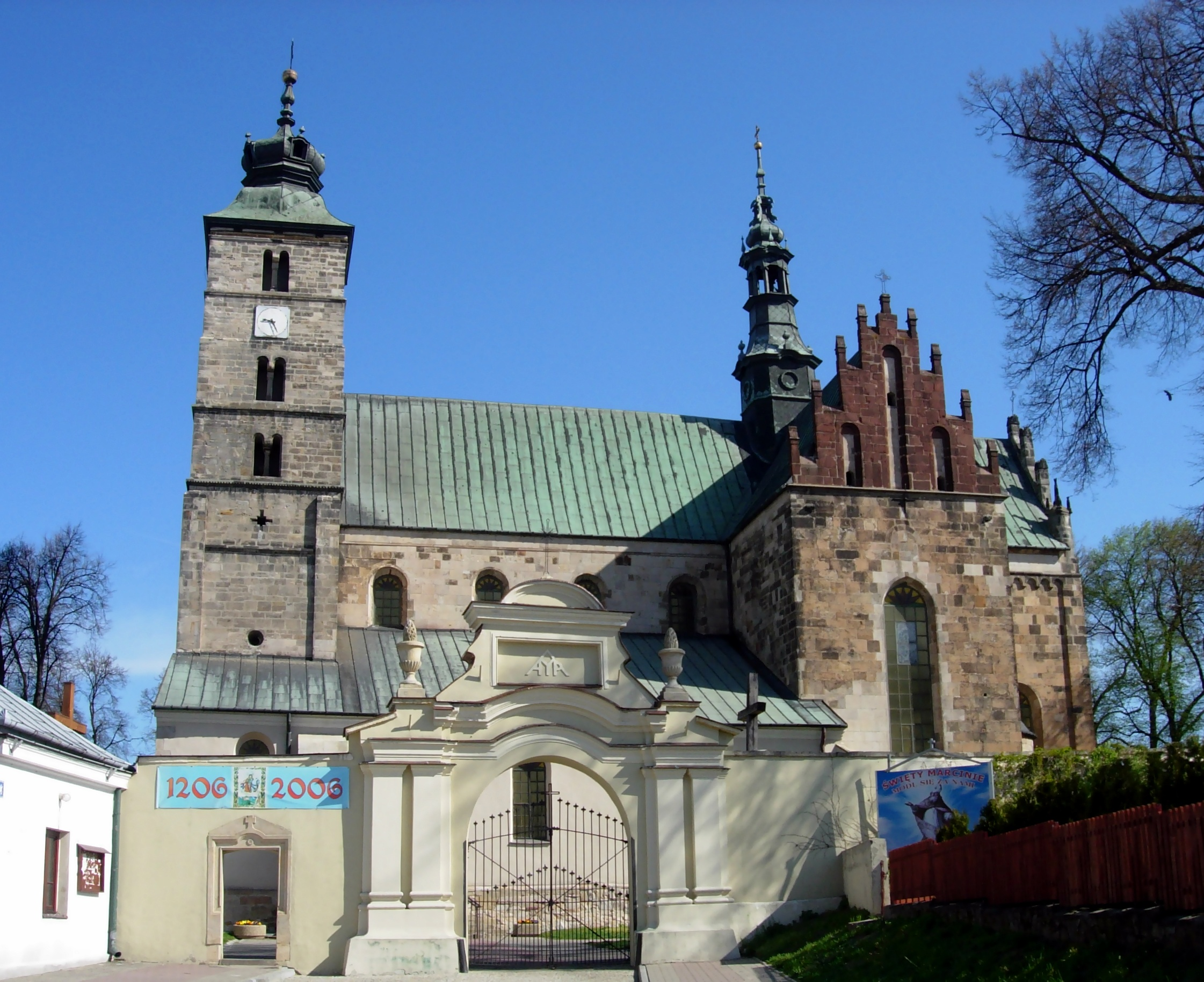
Коллегиальная церковь Святого Мартина
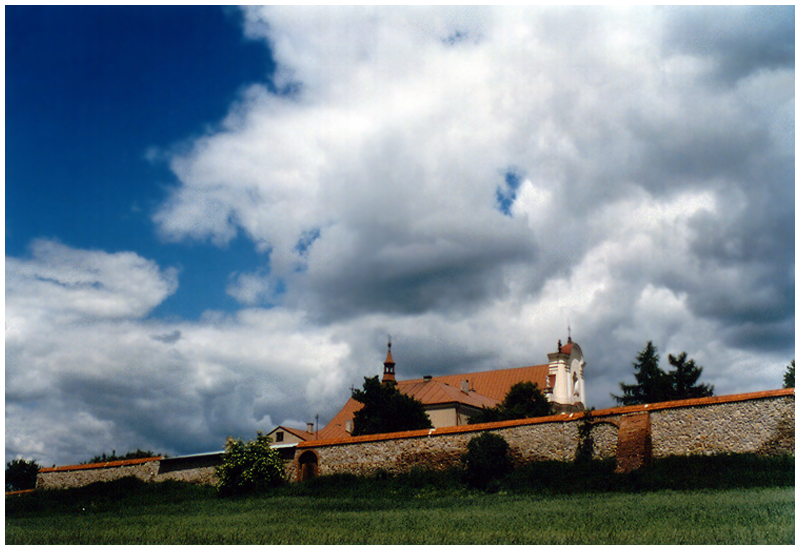
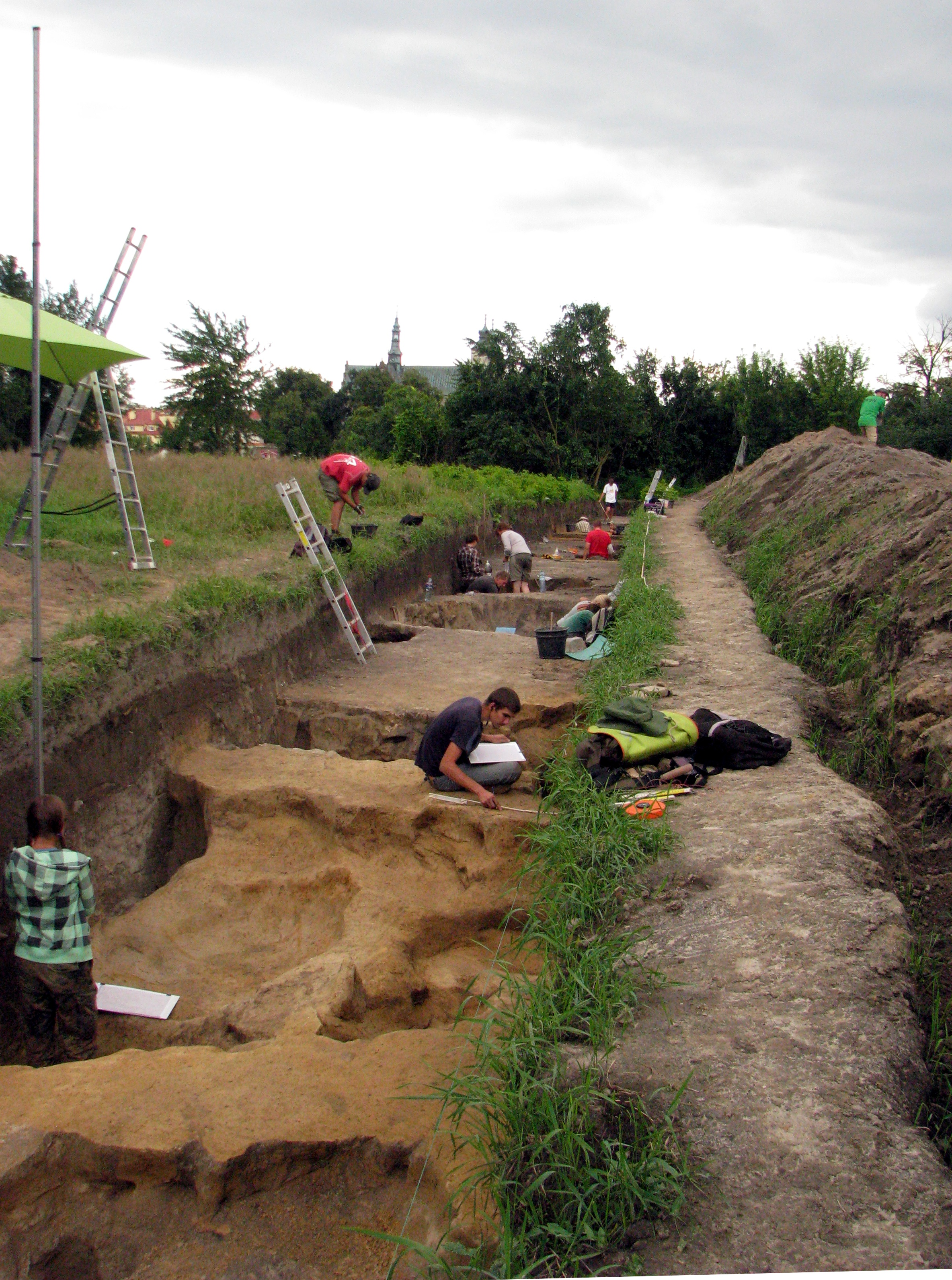
Раскопки городской стены города Жмигрода XII / XIII века.
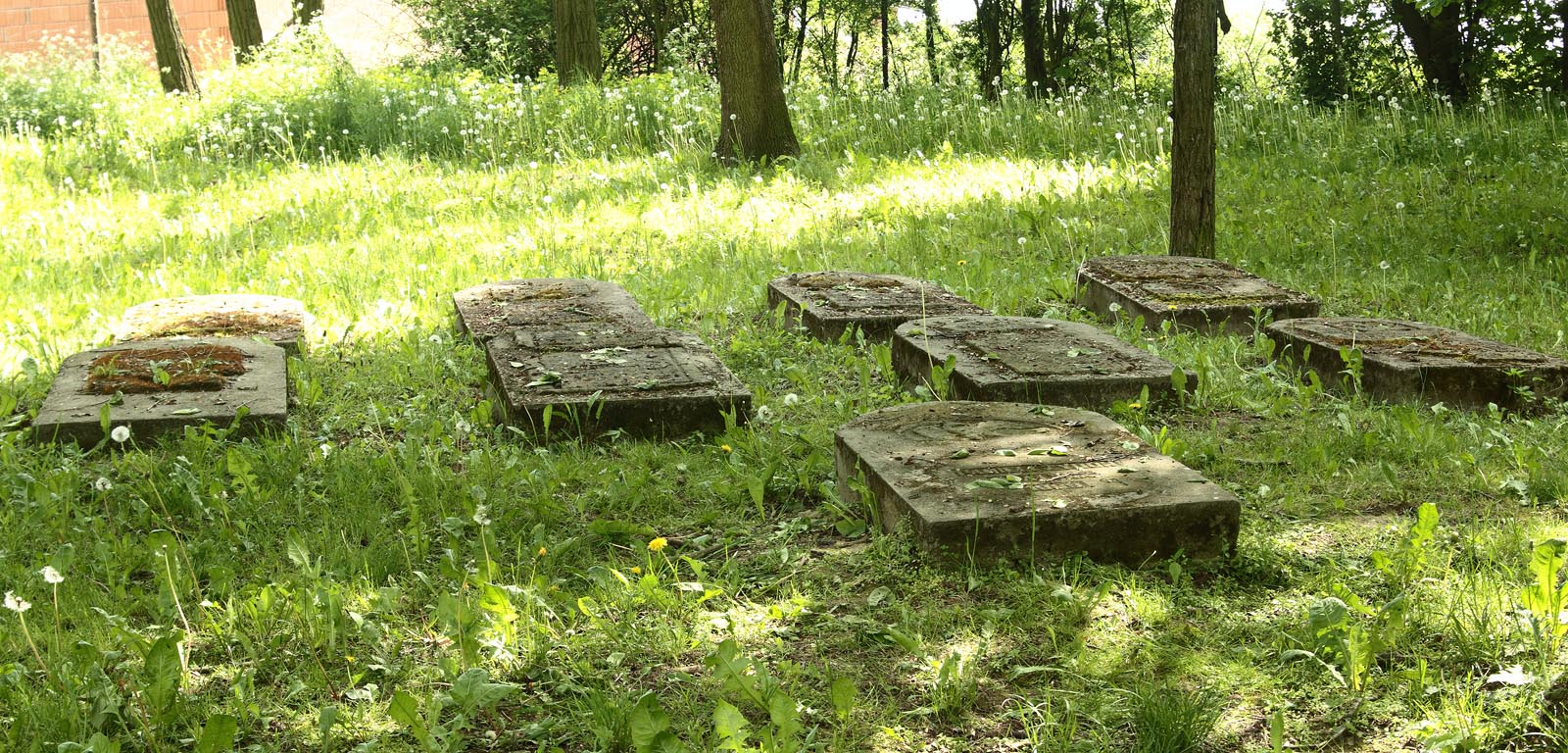
Еврейское кладбище в Опатове
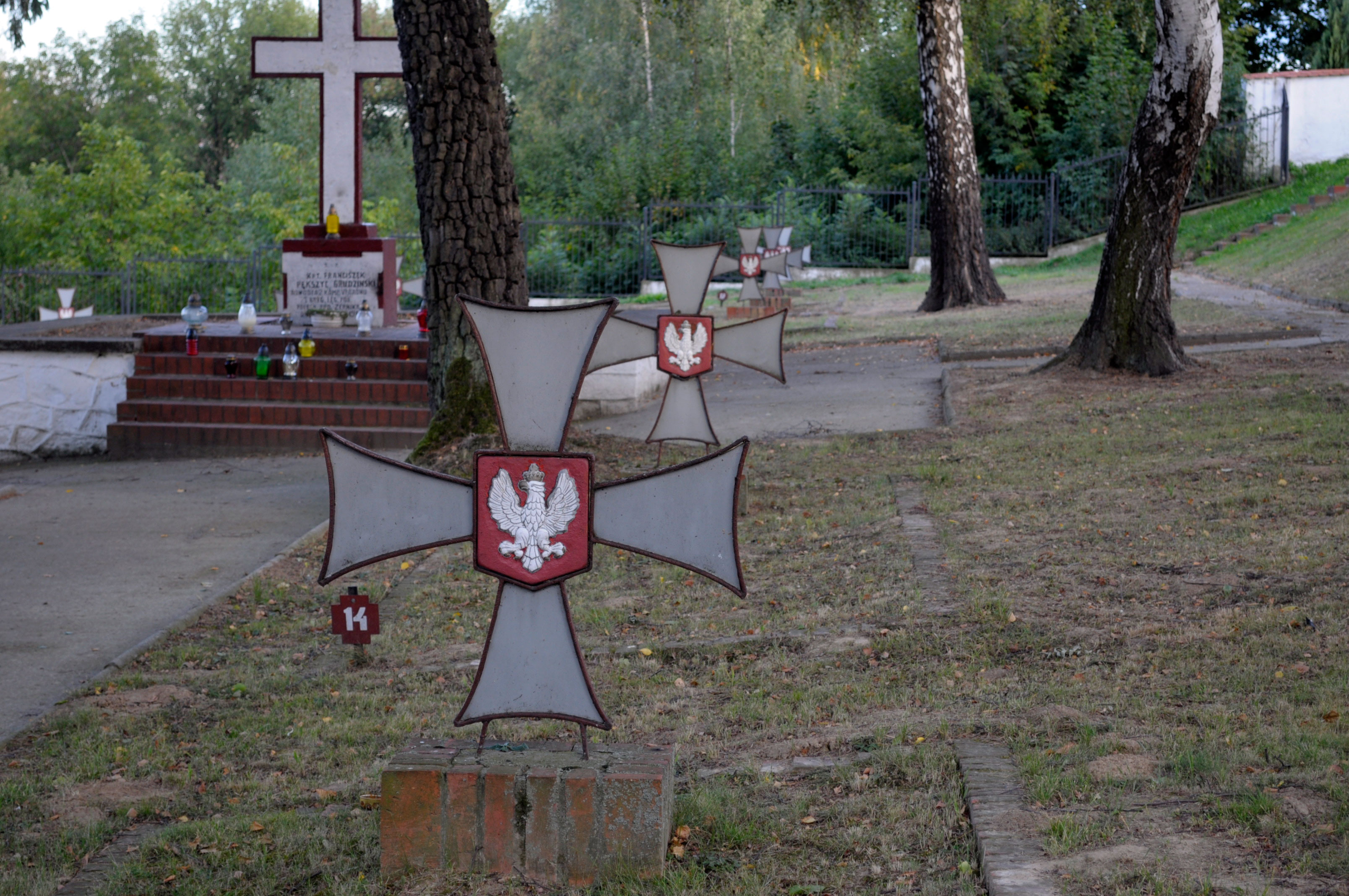
Кладбище времён Первой мировой войны